# 2039 Payne-Gaposchkin
2039 Payne-Gaposchkin eller 1974 CA är en asteroid i huvudbältet som upptäcktes den 14 februari 1974 av Harvard College Observatory. Den är uppkallad efter den brittiska astronomen Cecilia Payne-Gaposchkin.
Asteroiden har en diameter på ungefär 13 kilometer och den tillhör asteroidgruppen Themis.